# Spartacus (Schiff)

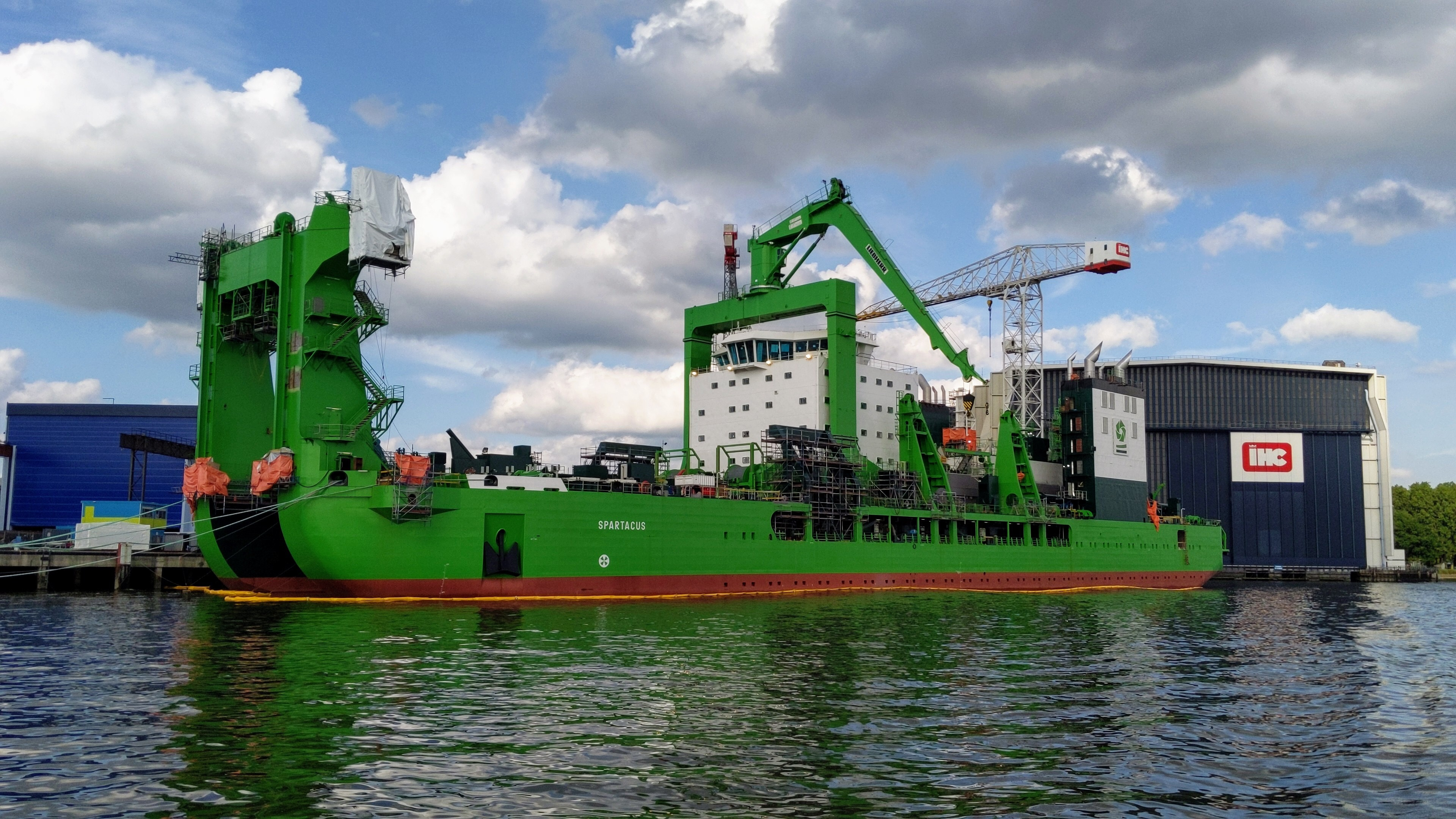
Bei der Ausrüstung in der Werft

Der Schneidkopfbagger Spartacus der belgischen DEME Group wurde von der Royal IHC-Werft in Krimpen Niederlanden gebaut.

## Technik
Die Spartacus ist einer der leistungsstärksten Cutterbagger der Welt. Er hat eine installierte Gesamtleistung von rund 44.000 kW und kann bis zu einer Tiefe von 45 m baggern.
Der 164 Meter lange Schwimmbagger ist mit  modernen Motoranlagen zum Antrieb und zur Stromerzeugung ausgestattet. Die vier Hauptdieselmotoren können mit LNG, Dieselöl oder Schweröl betrieben werden. Beide Dieselgeneratoraggregate verfügen über eine Dual-Fuel-Technologie und können mit LNG oder Diesel betrieben werden. Die Dieselmotoren sind mit Systemen zur Abwärmerückgewinnung ausgestattet, deren Abgaskessel elektrische Energie aus den Abgasen gewinnen.